# デービッド・ホワイト
デービッド・ホワイト（David White）は、イギリスのメイクアップアーティスト。
彼は第87回アカデミー賞のアカデミーメイクアップ&ヘアスタイリング賞部門にて、映画『ガーディアンズ・オブ・ギャラクシー』でノミネートされた。このノミネートは、エリザベス・イアニ＝ジョルジオとの共同であった。
彼はAltered States FX社のオーナーである。